# Arturo Zaldívar
Arturo Fernando Zaldívar Lelo de Larrea (Santiago de Querétaro, Querétaro; 9 de agosto de 1959) es un jurista, académico y funcionario mexicano. Fue ministro de la Suprema Corte de Justicia de la Nación desde el 1 de diciembre de 2009 hasta el 15 de noviembre de 2023. Se desempeñó como presidente de la Suprema Corte de Justicia de la Nación desde el 2 de enero de 2019 hasta el 31 de diciembre de 2022.

## Biografía
Nacido en la capital del estado de Querétaro el 9 de agosto de 1959, egresó como abogado de la Escuela Libre de Derecho en 1983 y obtuvo el grado de Doctor en Derecho por la Universidad Nacional Autónoma de México.
Se ha desempeñado como catedrático y docente en la Universidad Nacional Autónoma de México, la Escuela Libre de Derecho, la Universidad Iberoamericana, y la Universidad Panamericana, en la materias de Derecho constitucional, Derecho procesal constitucional y Derechos humanos. Igualmente se desempeñó como abogado postulante desde 1985 y hasta antes de su elección como ministro.
Participó en la redacción del proyecto de Ley de Amparo como miembro de la Comisión creada al efecto por la Suprema Corte de Justicia de la Nación en 1999.
Fundó el Instituto Mexicano de Derecho Procesal Constitucional y es miembro de diferentes organismos de impulso e investigación del Derecho procesal constitucional.
En noviembre de 2009, es propuesto por el presidente Felipe Calderón para asumir el cargo de ministro del máximo tribunal mexicano en sustitución de Genaro Góngora Pimentel, quien dejó el cargo por retiro, en una terna en la que competía con Jorge Adame Goddard y Eduardo Ferrer MacGregor, resultando electo por el Senado el 1 de diciembre de 2009.
El 2 de enero de 2019 fue elegido por sus pares como presidente de la Suprema Corte de Justicia de la Nación en sustitución del ministro Luis María Aguilar.
El 7 de noviembre de 2023, a través de su cuenta de X publicó una carta renunciando a la Suprema Corte de Justicia de la Nación, la cual, fue aceptada por el Presidente de la República y aprobada por el Senado en términos del artículo 98 de la Constitución Política de los Estados Unidos Mexicanos el 15 de noviembre de 2023 con un total de 63 votos a favor y 43 en contra.
El mismo día de su renuncia, la precandidata a la Presidencia de la República, Claudia Sheinbaum, publicó en su cuenta de X una fotografía con el todavía ministro con un mensaje en el que señala que acordaron "trabajar juntos para avanzar en la transformación del país". El 20 de noviembre de 2023 acompañó a Claudia Sheinbaum en su registro como precandidata única de la coalición Sigamos Haciendo Historia.

## Obras
- Zaldívar Lelo de Larrea, Arturo (2002). Hacia una nueva ley de Amparo. México: Universidad Nacional Autónoma de México. ISBN 9703200400.
- — (2008). La ciencia del Derecho Procesal Constitucional. Estudios en homenaje a Héctor Fix Zamudio en sus cincuenta años como investigador del derecho. (XII Tomos). Coordinador junto con Ferrer McGregor, Eduardo. México: Instituto de Investigaciones Jurídicas de la Universidad Nacional Autónoma de México. ISBN 9789703253753.